# Eurosystem Single Market Infrastructure Gateway
L’Eurosystem Single Market Infrastructure Gateway (ESMIG) è un'interfaccia comune di accesso alle infrastrutture interbancarie dell'Eurosistema.
La realizzazione dell'ESMIG fa parte del piano di consolidamento delle infrastrutture TARGET2 e TARGET2-Securities, compreso nel piano strategico “Vision 2020” dell’Eurosistema sia per poter fornire alle istituzioni finanziarie nuove funzionalità e più sicure, sia per permettere all'Eurosistema una riduzione dei costi operativi.
L’ESMIG fornirà agli operatori di mercato una piattaforma unificata di accesso ai servizi:
- TARGET2 (T2), il sistema europeo di regolamento lordo in tempo reale (RTGS)
- TARGET2-Securities (T2S)
- TARGET Instant Payment Settlement (TIPS)
- Eurosystem Collateral Management System (ECMS)
- Eventuali futuri servizi di mercato e applicazioni dell’Eurosistema

L'entrata in funzione dell'ESMIG è prevista per novembre 2021.